# 小行星8050
小行星8050（8050 Beishida）是一颗绕太阳运转的小行星，为主小行星带小行星。该小行星于1996年9月18日由中国科学院北京天文台施密特CCD小行星项目组发现，2000年10月14日被正式命名为“北师大星”，以迎接北京师范大学百年校庆。

## 轨道参数
小行星8050的轨道半长轴为2.1337924 UA，离心率为0.160。